# Undulambia polystichalis
Undulambia polystichalis là một loài bướm đêm trong họ Crambidae.